# Cư Jút
Cư Jút (đọc là Chư Jút) là một huyện thuộc tỉnh Đắk Nông, Việt Nam.

## Địa lý
Huyện Cư Jút nằm ở phía bắc tỉnh Đắk Nông, nằm trên trục đường Quốc lộ 14, cách thành phố Buôn Ma Thuột khoảng 20 km về phía tây, cách thành phố Gia Nghĩa khoảng 110 km về phía bắc, có vị trí địa lý:
- Phía đông giáp thành phố Buôn Ma Thuột, tỉnh Đắk Lắk
- Phía tây giáp huyện Pechr Chenda, tỉnh Mondulkiri, Vương quốc Campuchia với biên giới dài 20 km
- Phía nam giáp huyện Đắk Mil và huyện Krông Nô
- Phía bắc giáp huyện Buôn Đôn, tỉnh Đắk Lắk.

Huyện Cư Jút có diện tích 723,26 km², dân số năm 2020 là 92.464 người, mật độ dân số đạt 128 người/km².

### Địa hình
Phía đông huyện Cư Jút tương đối bằng phẳng, là nơi tập trung phần lớn dân cư của huyện.
Trong khi đồi núi tập trung ở phía tây của huyện, chủ yếu thuộc địa bàn xã Đắk Wil.

### Khí hậu
Vùng Cư Jút chịu sự chi phối bởi kiến tạo địa chất của cao nguyên, địa hình tương đối bằng phẳng, thấp dần từ Tây sang Đông, từ Nam đến Bắc, độ cao trung bình khoảng 330 m. Lượng mưa trên địa bàn lớn, trung bình hàng năm từ 1.700 – 1.800 mm, có nhiều sông suối nên địa hình chia cắt mạnh. Cư Jút mang đặc điểm khí hậu của miền cao nguyên nhiệt đới gió mùa, quanh năm mát mẻ, có hai mùa mưa nắng rõ rệt: mùa mưa từ tháng 5 đến tháng 10, tập trung 90% lượng mưa hàng năm, là thời gian phát triển mạnh của các loại cây trồng; mùa khô từ tháng 11 đến tháng 4 năm sau, lượng mưa không đáng kể cộng với gió mùa Đông bắc làm tỉ lệ bốc hơi nước cao gây khô hạn, hệ thống thực vật kém phát triển. Nhiệt độ trung bình 23,4 °C; độ ẩm trung bình 85%, số giờ nắng trung bình 2.288 giờ/năm.
Chế độ nhiệt: Nhiệt độ cao nhất trong năm: 27,8 °C. Nhiệt độ thấp nhất trong năm: 14,3 °C. Nhiệt độ trung bình năm: 23,4 °C. Biên độ nhiệt ngày đêm: 10-15 °C. Tổng tích ôn: 8.500 – 9.000 °C.
Chế độ gió: Hướng gió thịnh hành mùa mưa là tây nam, mùa khô là Đông bắc.

### Tài nguyên đất
Tài nguyên đất có 5 nhóm chính:
1. Đất vàng nhạt phát triển trên sản phẩm phong hóa bột kết (Fq), diện tích lớn nhất: 33.150 ha chiếm tỷ lệ hơn 46%, phân bổ vùng phía tây huyện trên địa bàn xã Đăk Wil, đây là loại đất được hình thành trên đá mẹ là phiến sét, thành phần cơ giới là thịt nhẹ, tầng dày nhỏ hơn 30 cm, độ dốc thay đổi từ cấp II đến IV, rất nhiều đá lộ đầu thành cụm. Đối với loại đất này khi canh tác cần có biện pháp cải tạo đất thường xuyên, không khai hoang trong mùa mưa và canh tác luân canh, bảo đảm độ che phủ thực vật thường xuyên và hạn chế đến mức thấp nhất về xói mòn rửa trôi.
2. Đất vàng trên phiến sét: Feralit–Salit (Fs): 21.735ha chiếm 30,235% diện tích phân bổ chủ yếu trên địa hình núi cao tập trung thành dãy vùng trung tâm và rìa phía bắc, phía đông huyện, trên địa bàn nhiều xã: Ea Pô (phía bắc xã), Đăk Drông, Tâm Thắng, Ea Tling, Trúc Sơn,... đây là đất được hình thành trên đá mẹ là phiến sét, phong hóa triệt để, thành phần cơ giới là thịt nặng, ít xốp, khi mất nước trở nên chai rắn, tầng dày 70 – 100 cm, ít dốc (cấp II, III), thảm thực vật được khai thác trồng cây, chủ yếu cây hàng năm.
3. Đất đen trên đá Basalt và Tù (Rk), diện tích 14.374 ha chiếm xấp xỉ 20% diện tích tự nhiên, phân bổ ở các thung lũng vùng trung tâm (phía đông Đăk Wil, Đăk Drông, Cư Knia), phát triển chủ yếu trên nền đá mẹ Basalt nên giàu các nguyên tố sắt (Fe), nhôm (Al), calci (Ca), magiê (Mg), phospho (P), kali (K), natri (Na), nhóm đất này có địa hình lượn sóng, rất giàu dinh dưỡng, có tầng dày thích hợp cho nhiều loại cây trồng.
4. Đất nâu đỏ trên đá Basalt (Fk): 3.332 ha diện tích khá thấp (3,244% diện tích), phân bổ rải rác vùng phía nam, là nhóm đất hình thành trên đá mẹ basalt nên giàu các nguyên tố sắt (Fe), nhôm (Al), calci (Ca), magiê (Mg), kali (K), natri (Na), đất tơi xốp, thành phần cơ giới thịt nặng đến trung bình, tầng dày từ 50 – 100 cm, độ dốc cấp III, IV, đây là nhóm đất giàu mùn, dinh dưỡng cao nên thích hợp cho các loại cây công nghiệp dài ngày: cà phê, tiêu, cao su hoặc ngắn ngày như: lạc, đậu nành,...
5. Đất thung lũng dốc tụ (D): Diện tích nhỏ 297 ha chiếm 0,413% diện tích phân bổ rải rác ven sông suối, được hình thành bởi quá trình bào mòn vận chuyển vật chất, thường bị ngập nước nên gây hóa, đất bị kết von. Đất khá giàu mùn hữu cơ, đất thịt nhẹ ít thoát nước thích hợp cho cây trồng lương thực.[4]

### Tài nguyên rừng
Diện tích rừng và đất lâm nghiệp: 44.411,5 ha, trong đó: diện tích đất có rừng: 39.950,68 ha (rừng tự nhiên: 38.664,42 ha, rừng trồng: 1.286,3 ha), bao gồm: rừng sản xuất: 35.212,48 ha; rừng phòng hộ: 1.464,7 ha; rừng đặc dụng: 2.794 ha.

### Tài nguyên khoáng sản
Khoáng sản vật liệu xây dựng như: đất sét phân bố trên địa bàn các xã: Trúc Sơn, Cư Knia, Đăk Drông, có thể khai thác sản xuất gạch, ngói phục vụ xây dựng các công trình và xây dựng dân dụng; ngoài ra còn có đá bazan bọt làm nguyên liệu sản xuất gạch ốp lát cách âm, cách nhiệt (công ty sản xuất đá Granit – tại khu công nghiệp Tâm Thắng đang sản xuất); huyện còn có hàng triệu mét khối đá, cát tập trung ở các xã: Ea Pô, Nam Dong, Đắk Drông, Đắk Wil,... để sản xuất vật liệu xây dựng phục vụ cho nhu cầu xây dựng ở tỉnh Đăk Lăk và tỉnh Đăk Nông.
Khoáng sản có mỏ quặng antimon ở địa bàn xã Đăk Drông hiện nay công ty Vinaxuki đang khai thác.

### Tài nguyên nước
Huyện Cư Jút có mạng lưới sông suối khá dày, với mật độ 0,4 – 0,6 km/km². Sông Srêpốk chảy qua địa bàn huyện ở phía đông và đông bắc. Các sông suối trong vùng chủ yếu thuộc lưu vực sông Srêpốk nên đã tạo ra hệ thống nước mặt phong phú. Phần lưu vực sông Srêpốk qua huyện dài khoảng 40 km là đoạn đầu của hợp lưu hai nhánh Krông Nô và Krông Na chảy dọc theo ranh giới phía đông theo hướng Nam Bắc.
Ngoài ra trên địa bàn huyện có nhiều hồ đập thủy lợi như: đập Trúc Sơn, đập Đăk Drông, đập Cư Pu, đập Buôn Bur, đập tiểu khu 839, đập Đăk Diêr, đập tiểu khu 840,... cung cấp nước tưới cho hàng ngàn ha lúa đông xuân và một số diện tích cây trồng khác: cà phê, tiêu, cây ăn quả,....

## Hành chính
Huyện Cư Jút có có 8 đơn vị hành chính trực thuộc, gồm thị trấn Ea T'ling (huyện lỵ) và 7 xã: Cư Knia, Đắk D'rông, Đắk Wil, Ea Pô, Nam Dong, Tâm Thắng, Trúc Sơn.

## Lịch sử
Cư Jút theo tiếng Êđê có nghĩa là "núi trúc", do trước năm 1975 toàn bộ khu vực này là rừng bao phủ, các khóm trúc mọc san sát. Về sau cộng đồng người Êđê, M’nông vào đây lập làng, định cư, diện tích rừng trúc ngày càng bị thu hẹp.
Đến thời Pháp thuộc, vùng Cư Jút gồm 2 tổng: Đắk Lô và Đắk Đam thuộc quận Đắk Song, tỉnh Đắk Lăk:
- Tổng Đắk Lô gồm 9 buôn: Buôr, Nui, Ea Pô, Trum, Diêr, U, Dút, Băng So, Tăng Wil
- Tổng Đắk Đam gồm 9 buôn: Đắk Tun, Năng Côn, Đắk Drông, Ta Vét, Dân Rầm Lớn, Dân Rầm Nhỏ, Đắk Kênh, Đắk Dam, Tân Drot.

Năm 1959, chính quyền Ngô Đình Diệm ra sắc lệnh thành lập tỉnh Quảng Đức, cắt toàn bộ huyện Đắk Mil của Đăk Lắk từ phía nam cầu 14, giáp thị xã Buôn Ma Thuột vào ngã ba Đắk Song, đặt tên là quận Đức Lập. Cư Jút lúc này trở thành một xã của quận Đức Lập.
Tháng 12 năm 1960, Trung ương quyết định thành lập tỉnh Quảng Đức thuộc liên tỉnh IV, do liên khu V chỉ đạo. Đến giữa năm 1961, Khu VI được thành lập, tỉnh Quảng Đức trực thuộc Khu VI. Tuy vậy, thời gian này, quận Đức Lập (bao gồm Đắk Mil và Cư Jút ngày nay) và Krông Nô mang mật danh K63, thuộc B6 của tỉnh Đắk Lăk. Đến tháng 6 năm 1963, B6 giải thể, K63 giao cho B5. Đến đầu năm 1965, sau một số lần giải thể, tỉnh Quảng Đức được tái lập, Đắk Mil (trong đó có Cư Jút) là một trong 4 huyện của tỉnh Quảng Đức. Cư Jút lúc này thuộc khu vực mang mật danh X70.
Năm 1965 – 1966, Khu X được tái lập, tỉnh Quảng Đức được chia thành hai khu vực: Tiền Phương A và Tiền Phương B. Hai huyện Đắk Mil và Đức Xuyên trực thuộc Tiền phương A (trong đó có Cư Jút). Hai huyện Khiêm Đức và Kiên Đức trực thuộc Tiền Phương B.
Đầu tháng 1 năm 1967, hai Tiền Phương A và B sáp nhập lại thành tỉnh Quảng Đức như cũ. Thời gian này, Cư Jút thuộc địa bàn mang mật danh K62. Tháng 5 năm 1971, Trung ương giải thể tỉnh Quảng Đức và Khu X, giao hai huyện Khiêm Đức, Kiến Đức về Lâm Đồng trực thuộc sự chỉ đạo của Khu VI. Hai huyện Đức Xuyên, Đắk Mil về tỉnh Đắk Lăk thuộc Khu V chỉ đạo. Địa bàn Cư Jút những năm này mang mật danh C300 cho đến ngày giải phóng.
Sau ngày 30 tháng 4 năm 1975, Trung ương tái lập tỉnh Quảng Đức. Cư Jút lúc này là một xã của huyện Đức Lập. Tháng 11 năm 1975, tỉnh Quảng Đức sáp nhập vào tỉnh Đắk Lăk, huyện Đức Lập đổi tên thành huyện Đắk Mil; cùng lúc, xã Cư Jút tách khỏi Đắk Mil nhập về thị xã Buôn Ma Thuột.
Dưới thời Việt Nam Cộng hòa, địa bàn huyện Cư Jút ngày nay thuộc quận Ban Mê Thuột, tỉnh Darlac.
Sau năm 1975, quận Ban Mê Thuột được chuyển thành thị xã Buôn Ma Thuột, thị xã tỉnh lỵ tỉnh Đắk Lắk. Lúc này, Cư Jút là một xã thuộc thị xã Buôn Ma Thuột.
Ngày 26 tháng 1 năm 1989, Hội đồng Bộ trưởng đã có Quyết định số 09/QĐ-HĐBT về việc chia xã Cư Jút được chia thành 3 xã: Nam Dong, Ea Pô, Ea T'ling thuộc thị xã Buôn Ma Thuột và đến ngày 14 tháng 9 năm 1989, xã Ea T'ling lại được chia thành 3 xã: Ea T'ling, Tâm Thắng, Trúc Sơn.
Ngày 19 tháng 6 năm 1990, Hội đồng Bộ trưởng ban hành Quyết định 227-HĐBT. Theo đó, tách 5 xã: Ea T’Ling, Tâm Thắng, Trúc Sơn, Ea Pô, Nam Dong thuộc thị xã Buôn Ma Thuột (gồm 36.400 ha diện tích tự nhiên và 18.379 người) và 35.100 ha diện tích tự nhiên (toàn bộ là đất lâm nghiệp) của xã Đắk Lao, huyện Đắk Mil để thành lập huyện Cư Jút.
Sau khi thành lập, huyện Cư Jút có 71.500 ha diện tích tự nhiên và 18.379 người với 5 xã trực thuộc.
Ngày 26 tháng 5 năm 1992, Ban Tổ chức Chính phủ ban hành Quyết định số 313-TCCP. Theo đó:
- Thành lập xã Đắk Drông trên cơ sở tách thôn 5, thôn 6, buôn Dier, buôn U của xã Nam Dong
- Thành lập thị trấn Ea T’Ling, thị trấn huyện lỵ huyện Cư Jút trên cơ sở 1.200 ha diện tích tự nhiên và toàn bộ dân số của xã Ea T’Ling
- Điều chỉnh 2.010 ha diện tích tự nhiên còn lại của xã Ea T'ling về xã Trúc Sơn quản lý.

Ngày 21 tháng 1 năm 1995, chuyển 3 xã: Hòa Xuân, Hòa Phú, Hòa Khánh của thị xã Buôn Ma Thuột về huyện Cư Jút quản lý.
Sau khi điều chỉnh địa giới hành chính, huyện Cư Jút có 82.432 ha diện tích tự nhiên và 62.433 người.
Ngày 15 tháng 8 năm 2001, Chính phủ ban hành Nghị định 49/2001/NĐ-CP. Theo đó:
- Thành lập xã Cư Knia trên cơ sở 2.987 ha diện tích tự nhiên và 3.278 người của xã Trúc Sơn
- Thành lập xã Đắk Wil trên cơ sở 42.140 ha diện tích tự nhiên và 5.159 người của xã Ea Pô.

Cuối năm 2003, huyện Cư Jút có 1 thị trấn Ea T'ling và 10 xã: Cư Knia, Đắk Drông, Đắk Wil, Ea Pô, Hòa Khánh, Hòa Phú, Hòa Xuân, Nam Dong, Tâm Thắng, Trúc Sơn.
Ngày 26 tháng 11 năm 2003, Quốc hội ban hành Nghị quyết 22/2003/QH11 chia tỉnh Đắk Lắk thành hai tỉnh Đắk Lắk và Đắk Nông. Theo đó, phần lớn địa bàn huyện Cư Jút thuộc tỉnh Đắk Nông, riêng 3 xã Hòa Xuân, Hòa Phú, Hòa Khánh thuộc địa giới hành chính tỉnh Đắk Lắk và được sáp nhập vào thành phố Buôn Ma Thuột.
Huyện còn lại 71.889 ha diện tích tự nhiên và 77.048 người với 8 đơn vị hành chính trực thuộc, gồm 1 thị trấn và 7 xã như hiện nay.
Ngày 18 tháng 6 năm 2020, Bộ Xây dựng ban hành Quyết định số 818/QĐ-BXD về việc công nhận thị trấn Ea T'ling mở rộng là đô thị loại IV.
Ngày 1 tháng 2 năm 2021, điều chỉnh một phần diện tích của xã Đắk R'la, huyện Đắk Mil về xã Cư Knia quản lý.

## Kinh tế
- Nông nghiệp là ngành kinh tế chính của huyện, phần lớn lao động trên địa bàn huyện thuộc khu vực nông nghiệp.
  - Nông nghiệp của huyện phần lớn là trồng trọt với các loại cây trồng lâu năm như cà phê, hồ tiêu và các loại cây trồng ngắn ngày như đậu nành, lạc, ngô...
  - Ngành chăn nuôi của huyện hết sức nhỏ bé, chủ yếu là chăn nuôi cá thể gia đình.
- Công nghiệp: Trên địa bàn huyện có khu công nghiệp Tâm Thắng với diện tích 181 ha thuộc xã Tâm Thắng với gần 20 nhà máy. Ngoài ra huyện còn có các nhà máy chế biến điều ở thị trấn Ea T'Ling, nhà máy chế biến cà phê ở xã Trúc Sơn, nhà máy chế biến mủ cao su ở xã Cư Knia.
- Dịch vụ: Chủ yếu tập trung ở thị trấn Ea T'ling và trung tâm các xã.[cần dẫn nguồn]

### Sản xuất năng lượng
Đến năm 2019 đã có 2 nhà máy điện mặt trời được xây dựng ở huyện Cư Jút.
Điện mặt trời Cư Jút có công suất lắp máy 50 MWp, sản lượng điện bình quân hằng năm là 94,71 triệu kWh, xây dựng trên vùng đất thị trấn Ea T'ling, khởi công tháng 6/2017, hoàn thành tháng 4/2019.
Điện mặt trời Trúc Sơn có công suất lắp máy 44,4 MWp, sản lượng điện hằng năm từ 60 tới 103 triệu kWh, xây dựng trên vùng đất xã Trúc Sơn, khởi công tháng 2/2018, hoàn thành tháng 6/2019.

## Văn hóa
Trên địa bàn huyện Cư Jút có đến 25 dân tộc cùng sinh sống xen kẽ ở 127 thôn, buôn, bon, tổ dân phố thuộc 8 xã, thị trấn nên mang đậm bản sắc văn hóa của nhiều vùng miền, dân tộc. Toàn huyện có 3 tôn giáo chính gồm Công giáo, Phật giáo và Tin lành (Tín đồ: 26.190, chiếm 28,37% dân số của huyện).